# Труман (Міннесота)
Труман (англ. Truman) — місто (англ. city) в США, в окрузі Мартін штату Міннесота. Населення — 1092 особи (2020).

## Географія
Труман розташований за координатами 43°49′40″ пн. ш. 94°26′12″ зх. д. / 43.82778° пн. ш. 94.43667° зх. д. (43.827869, -94.436662).  За даними Бюро перепису населення США в 2010 році місто мало площу 2,82 км², уся площа — суходіл.

## Демографія
Згідно з переписом 2010 року, у місті мешкало 1115 осіб у 479 домогосподарствах у складі 298 родин. Густота населення становила 396 осіб/км².  Було 541 помешкання (192/км²).
Расовий склад населення:
| - 97,6 % — білих - 0,6 % — азіатів - 0,2 % — корінних американців - 0,2 % — чорних або афроамериканців |

До двох чи більше рас належало 1,0 %. Частка іспаномовних становила 2,4 % від усіх жителів.
За віковим діапазоном населення розподілялося таким чином: 23,5 % — особи молодші 18 років, 51,0 % — особи у віці 18—64 років, 25,5 % — особи у віці 65 років та старші. Медіана віку мешканця становила 47,4 року. На 100 осіб жіночої статі у місті припадало 94,6 чоловіків;  на 100 жінок у віці від 18 років та старших — 88,3 чоловіків також старших 18 років.
Середній дохід на одне домашнє господарство  становив 58 284 долари США (медіана — 47 386), а середній дохід на одну сім'ю — 60 828 доларів (медіана — 48 333). Медіана доходів становила 42 212 долари для чоловіків та 32 813 долари для жінок. За межею бідності перебувало 11,6 % осіб, у тому числі 20,7 % дітей у віці до 18 років та 6,2 % осіб у віці 65 років та старших.
Цивільне працевлаштоване населення становило 597 осіб. Основні галузі зайнятості: роздрібна торгівля — 24,1 %, освіта, охорона здоров'я та соціальна допомога — 22,4 %, сільське господарство, лісництво, риболовля — 10,1 %, виробництво — 9,7 %.